# Ющенко Роман Сергійович
Рома́н Сергі́йович Ю́щенко — український професійний бодибілдер. Майстер спорту України міжнародного класу. Учасник турніру Mr.Olympia серед професіоналів 2023 року.  

## Спортивні досягнення
- 12 місце на турнірі Mr.Olympia 2023 року  серед професіоналів IFBB - категорія до 96 кг (212 lbs)
- Переможець турніру Mr. Big Evolution 2023 року серед професіоналів IFBB - категорія до 96 кг (212 lbs)
- Абсолютний переможець турніру  Mr.Olympia Amateur Spain 2019 року
- Абсолютний переможець комерційного турніру VL Classic 2019 року
- Абсолютний переможець комерційного турніру Кубок Чемпіонів PSL 2017 року
- Дворазовий чемпіон Європи IFBB 2014/ 2015 років - категорія до 70 кг
- Триразовий чемпіон України IFBB 2013/2014/2015 років - категорія до 75 кг
- Майстер спорту України міжнародного класу